# Геодакян, Георгий Шмавонович
Гео́ргий Шмаво́нович Геодакя́н (12 августа 1928 года, Ленинакан — 20 декабря, 2015) — советский и армянский музыковед, педагог, доктор искусствоведения (2007), ученик профессоров Г. Тигранова, Г. Сараджева, Б. Ярустовского, заслуженный деятель искусств Армянской ССР (1980).

## Творческая биография
В 1947—-1952 — учёба в Ереванской государственной консерватории имени Комитаса по двум специальностям: как пианист (класс профессора Г. Сараджева) и музыковед (класс профессора Г. Тигранова).
1953—1956 — учёба в аспирантуре при кафедре теории музыки Московской консерватории имени П. Чайковского под руководством профессора Б. Ярустовского.
1957 — научный сотрудник Сектора теории и истории искусств (с 1958 — Институт искусств) АН Армении.
1960—1965 — ученый секретарь Института искусств Академии наук Арм. ССР.
С 1995 — член редакционной коллегии «Армянской краткой энциклопедии» (в 4-х томах).
С 1973 — преподаватель Ереванской государственной консерватории имени Комитаса (кафедра теории музыки).
1973—1989 — член редакционной коллегии журнала «Советакан арвест» («Советское искусство»).
1979—2004 — заместитель директора по науке Института искусств АН Армении.
1988—2001 — член редакционной коллегии журнала «Вестник общественных наук» Академии наук Арм. ССР.
С 1993 — научный консультант «Музыкального энциклопедического словаря» (Москва).
С 1998 — член редакционной коллегии журнала «Еражштакан Айастан» («Музыкальная Армения»).

## Музыковедческие труды
- Романос Меликян. Ер., 1960 (кандидатская диссертация)
- Камерно-инструментальная музыка // Музыка Советской Армении. М., 1960. С. 218—254 (совм. с М. П. Тер-Симонян)
- Очерк истории армянской музыки // Очерки истории армянского искусства. Т. 1. Ер., 1963 (совм. с X.С. Кушнарёвым и М. О. Мурадяном)
- Современная музыка на сцене театра оперы и балета // Великий Октябрь и советский армянский театр. Ер., 1967. С. 231-68
- Стиль Комитаса и музыка XX века // Комитасакан. Ер., 1969. С. 84-121 (на арм. яз.)
- Комитас. Ер., 1969, 2000
- Армянская советская музыка за 50 лет. Ер., 1970 (на арм. яз.)
- Т. Чухаджян и его опера «Аршак II». Ер., 1971
- Историко-критический этюд — Опера «Алмаст» // А. Спендиаров. Статьи и исследования. Ер., 1973
- Традиционное и новаторское в музыке А.Хачатуряна // Сборник «Музыкальный современник». Выпуск 3. М., 1979
- Музыкальная культура // Искусство Советской Армении за 60 лет. Ер., 1980
- Черты ладовой системы армянской народной музыки // Сборник «Традиции и современность. Вопросы армянской музыки». Книга 1. Ер., 1986
- Функциональные связи тонов в звуко-высотной системе армянской народной музыки // Сборник «Традиции и современность. Вопросы армянской музыки». Книга 2. Ер., 1996
- Возможные пути расшифровки армянской хазовой нотописи // Сборник «Традиции и современность. Вопросы армянской музыки». Книга 2. Ер., 1996
- Библиография печатных работ Георгия Геодакяна. Ер., 2004
- Пути формирования армянской музыкальной классики. Ер., 2006
- Страницы истории армянской музыки. Ер., 2009

## Должности и звания
- Член Союза композиторов Армении (1959)
- Кандидат искусствоведения (1961)
- Член художественного совета Ереванского театра оперы и балета имени Ал. Спендиарова (1962—1983)
- Заведующий отделом музыки Института искусств Академии наук Арм. ССР (1965)
- Член Правления Союза композиторов Армении (1968—1995)
- Секретарь Правления Союза композиторов Армении (1973—1991)
- Член Правления Союза композиторов СССР (1979—1991)
- Заслуженный деятель искусств Армянской ССР (1980)
- Профессор Ереванской государственной консерватории имени Комитаса (кафедра истории музыки, 1997)
- Действительный член (академик) Академии проблем гуманизма (2000)
- Доктор искусствоведения (2007)

## Награды
- Лауреат премии Союза композиторов СССР «За лучшую музыкально-критическую статью в газетах и журналах 1972 года» (1973),
- Заслуженный деятель искусств Армянской ССР (1980),
- Почетная грамота «Вастакагир» Президиума Национальной академии наук Республики Армения «за имеющиеся большие заслуги в области науки» (2003),
- Золотая медаль Министерства культуры РА (2009),
- Медаль Мовсеса Хоренаци (2011).